# Коглер, Вальтер
Вальтер Коглер (нем. Walter Kogler; род. 12 декабря 1967[…], Вольфсберг, Каринтия) — австрийский футболист, защитник. Игрок сборной Австрии с 1991 по 2001 год.

## Клубная карьера
Будучи центральным защитником, Коглер дебютировал на профессиональном уровне в составе «Штурма» из Граца, впоследствии он выступал за такие австрийские клубы, как «Аустрия» из Вены, «Аустрия» из Зальцбурга, «Линцер АСК», «Тироль» и «Кернтен». Кроме того, в 1998 году Коглер отыграл в составе французского «Канна» 11 матчей в рамках чемпионата Франции.
За свою профессиональную карьеру футболиста Коглер провёл 495 матчей в главной футбольной лиге Австрии. Пять раз он выигрывал чемпионство с тремя разными клубами. По одному разу ему удавалось это сделать, выступая за венскую «Аустрию» (1992 год) и зальцбургскую «Аустрию» (1997 год). А в составе «Тироля» Коглер трижды подряд выигрывал чемпионат Австрии (с 2000 по 2002 год).

## Международная карьера
Коглер дебютировал за национальную сборную в сентябре 1991 года в товарищеском матче против сборной Португалии. В этой игре он также отметился голом, который, как оказалось впоследствии, остался единственным у него за сборную Австрии.
Коглер был включён в заявку сборной на чемпионате мира 1998 года во Франции. Однако на поле он не появлялся ни в одном из 3-х матчей своей сборной на этом турнире.
Последней раз Коглер играл за австрийскую сборную 5 сентября 2001 года в домашней победной (2:0) игре против Боснии и Герцеговины, матч состоялся в рамках отборочного турнира чемпионата мира 2002.

## Тренерская карьера
С 21 декабря 2007 по 13 мая 2008 года Коглер занимал должность главного тренера клуба «Леобен», занявшего в итоге 8-е из 12 мест в Первой лиге Австрии 2007/08. Потом он возглавляет вылетевший из Бундеслиги «Ваккер Инсбрук». По итогам сезона 2009/10 Коглер выводит «Ваккер» в Бундеслигу, заняв с командой первое место в Первой лиге. В чемпионатах 2010/11 и 2011/12 «Ваккер» играл роль середняка австрийской Бундеслиги. Однако на старте 2012/13 случился провал в результатах команды, после 11 игр «Ваккер» имел в своей копилке всего 3 балла (1 победа и 10 поражений). 10 октября 2012 года Коглер был уволен с поста главного тренера тирольской команды.
Проработав затем недолгое время на телевидении в качестве эксперта, Коглер был принят на должность главного тренера клуба Третьей Бундеслиги «Рот-Вайсс Эрфурт». Под его руководством эта команда заняла 10-е место (в середине таблицы) в сезоне 2013/14. В следующем чемпионате, после 4-х поражений подряд, Коглер был уволен 23 марта 2015 года.

## Достижения
- Чемпион Австрии:
  - 1992/93, 1996/97, 1999/2000, 2000/01, 2001/02
- Обладатель Кубка Австрии:
  - 1993/94